# Ayuntamiento de Rivas-Vaciamadrid
El Ayuntamiento de Rivas-Vaciamadrid es el organismo que se encarga del gobierno y administración del municipio español de Rivas-Vaciamadrid, situado en la Comunidad de Madrid. Está presidido por la alcaldesa de Rivas, que desde 2022 es Aída Castillejo.

## Sede
El edificio del ayuntamiento de Rivas-Vaciamadrid, en principio se ubicaba en un antiguo edificio de dos alturas y que contaba a lo alto con una torre y reloj, actualmente la nueva casa constitucional se ubica en un nuevo edificio de estilo más modernista.  

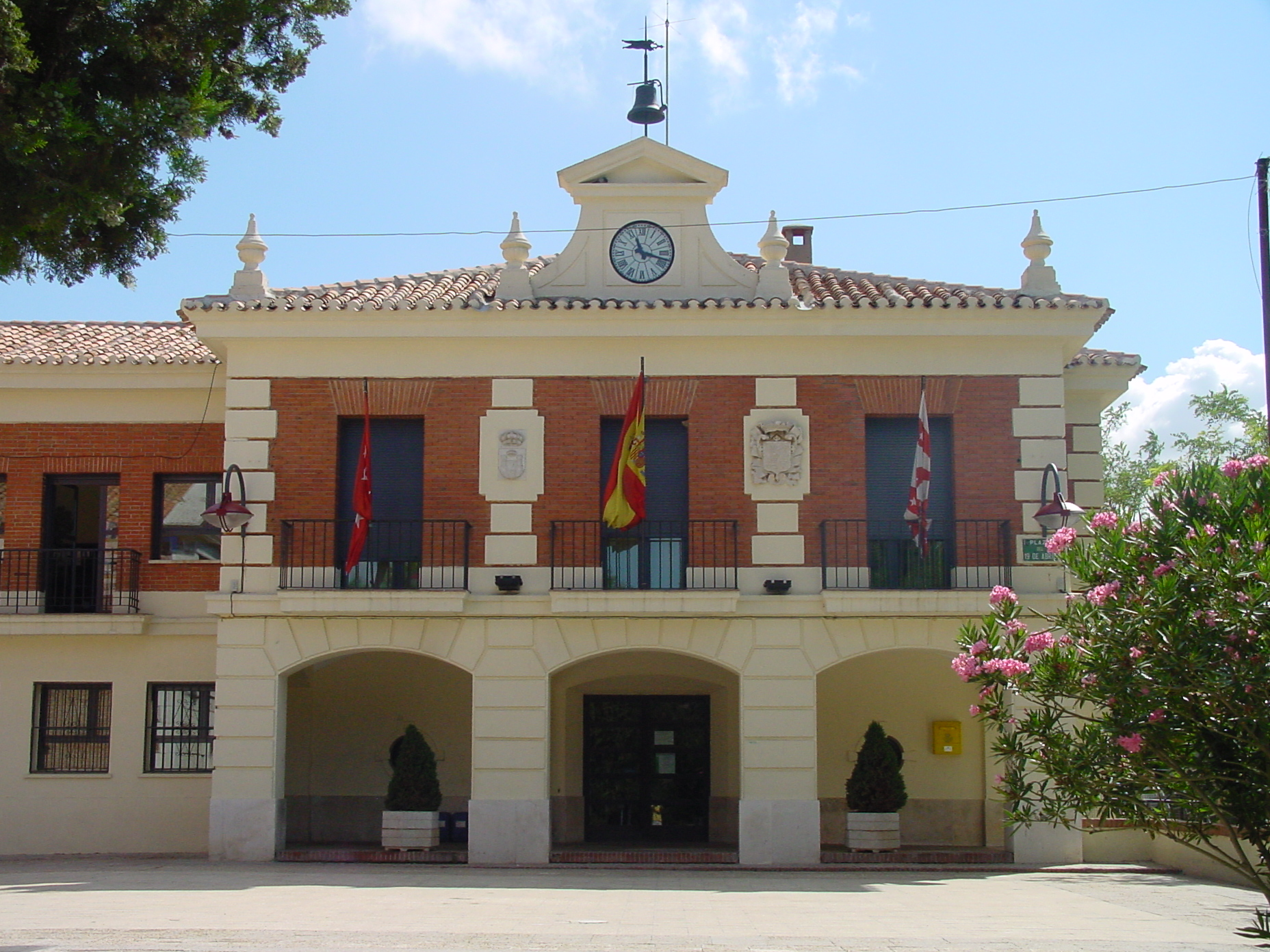
Antigua sede del Ayuntamiento de Rivas-Vaciamadrid

## Alcaldes
| Periodo   | Nombre                                                                                        | Partido                                  |
| --------- | --------------------------------------------------------------------------------------------- | ---------------------------------------- |
| 1979-1983 | Antonio Martínez Vera                                                                         | Grupo Independiente                      |
| 1983-1987 | Antonio Martínez Vera                                                                         | Grupo Independiente                      |
| 1987-1991 | Francisco José de Pablo Tamayo                                                                | Partido Socialista Obrero Español (PSOE) |
| 1991-1995 | Eduardo Díaz Montes (1991-1992) Candela Cajas Martín (1992) Antonio Serrano Pérez (1992–1995) | Izquierda Unida (IU)                     |
| 1995-1999 | Fausto Fernández Díaz                                                                         | Izquierda Unida (IU)                     |
| 1999-2003 | Fausto Fernández Díaz                                                                         | Izquierda Unida (IU)                     |
| 2003-2007 | José Masa Díaz                                                                                | Izquierda Unida (IU)                     |
| 2007-2011 | José Masa Díaz                                                                                | Izquierda Unida (IU)                     |
| 2011-2015 | José Masa Díaz (2011–2014) Pedro del Cura Sánchez (2014–2015)                                 | Izquierda Unida (IU)                     |
| 2015-2019 | Pedro del Cura Sánchez                                                                        | Izquierda Unida (IU)-Equo-Somos Rivas    |
| 2019-2023 | Pedro del Cura Sánchez (2019–2022) Aída Castillejo Parrilla (2022–2023)                       | Izquierda Unida (IU)-Equo-Más Madrid     |
| 2023-act. | Aída Castillejo Parrilla                                                                      | Izquierda Unida (IU)-Equo-Más Madrid     |

## Órganos de gobierno
El consistorio está gobernado por Izquierda Unida de manera ininterrumpida desde 1991, cuando, tras las elecciones municipales, se dio comienzo una convulsa corporación, correspondiente al período 1991-1995, en la que se cambió dos veces de alcalde.
En planificación urbanística el consistorio ha optado por un crecimiento a base de urbanizaciones de viviendas unifamiliares, específicamente chalés adosados.

## Resultados electorales
| Partido político                         | 2023  | 2023   | 2023       | 2019  | 2019   | 2019       | 2015  | 2015  | 2015       | 2011  | 2011   | 2011       | 2007  | 2007   | 2007       |
| Partido político                         | %     | Votos  | Concejales | %     | Votos  | Concejales | %     | Votos | Concejales | %     | Votos  | Concejales | %     | Votos  | Concejales |
| Partido Popular (PP)                     | 31,63 | 16 778 | 9          | 9,09  | 4032   | 2          | 16,20 | 6612  | 4          | 26,71 | 9016   | 7          | 23,90 | 6891   | 6          |
| Izquierda Unida (IU)-Equo-Más Madrid     | 29,98 | 15 904 | 9          | 26,22 | 16 778 | 7          | 24,47 | 9988  | 7          | 45,34 | 15 308 | 13         | 45,44 | 13 099 | 12         |
| Partido Socialista Obrero Español (PSOE) | 17,31 | 9185   | 5          | 23,23 | 10 298 | 7          | 13,38 | 5462  | 4          | 13,77 | 4649   | 4          | 21,28 | 6134   | 6          |
| Vox                                      | 8,62  | 4577   | 2          | 6,92  | 3068   | 2          | —     | —     |            | —     | —      | —          | —     | —      | —          |
| Podemos                                  | 4,08  | 2167   | 0          | 8,48  | 3763   | 2          | —     | —     | —          | —     | —      | —          | —     | —      | —          |
| Ciudadanos (CS)                          | 1,59  | 845    | 0          | 17,35 | 7694   | 5          | 13,44 | 5484  | 4          | —     | —      | —          | —     | —      | —          |
| Rivas Puede                              | —     | —      | —          | 4,10  | 1820   | 0          | 23,31 | 9513  | 6          | —     | —      | —          | —     | —      | —          |
| Ciudadanos de Rivas (CDR)                | —     | —      | —          | —     | —      | —          | 4,10  | 1675  | 0          | 6,58  | 2221   | 1          | 5,39  | 1555   | 1          |

## Evolución de la deuda viva municipal
El concepto de deuda viva contempla sólo las deudas con cajas y bancos relativas a créditos financieros, valores de renta fija y préstamos o créditos transferidos a terceros, excluyéndose, por tanto, la deuda comercial.
| Gráfica de evolución de la deuda viva del Ayuntamiento entre 2008 y 2023                                    |
| |
| Deuda viva del Ayuntamiento de Rivas-Vaciamadrid, en miles de euros, según datos del Ministerio de Hacienda |